# József Misnay
József Misnay auch József Misznay (* 13. August 1904 in Budafok; † 16. November (?) 1968 in Tiszafüred) war ein ungarischer Offizier und Ballistiker.

## Leben
Im Zweiten Weltkrieg forschte Misnay zusammen mit dem deutschen Ballistiker Hubert Schardin an einer effektiveren Panzermine, wozu sie die Richtwirkung von plattenförmig angeordnetem Sprengstoff untersuchten. Dieser Effekt wir als Misznay-Schardin-Effekt bezeichnet.